# 9123 Yoshiko
9123 Yoshiko este un asteroid din centura principală, descoperit pe 24 martie 1998, de Tetsuo Kagawa.